# Всесвітній день боротьби проти туберкульозу
Всесві́тній день боротьби́ про́ти туберкульо́зу встановлений Всесвітньою організацією охорони здоров'я, який відзначається щороку 24 березня в ознаменування того, що цього дня у 1882 році лікар Роберт Кох відкрив збудника туберкульозу — туберкульозну бацилу. Це стало першим кроком на шляху діагностування і лікування небезпечного захворювання.
Метою заходів, що проводяться у рамках кампанії Всесвітнього дня боротьби проти туберкульозу, є:
- підвищення обізнаності громадскості  про руйнівні медичні, соціальні, економічні наслідки туберкульозу;
- активізувати зусилля урядів, систем охорони здоров’я, громадських організацій, громад для припинення глобальної епідемії туберкульозу.

Організації і країни, що борються проти туберкульозу, проводить цей День з метою привернення уваги до масштабів цієї хвороби і способів її профілактики та лікування.

## Основні факти
- Туберкульоз (ТБ) є однією з десяти провідних причин смерті в світі.
- Натепер одна третина світового населення інфікована туберкульозом. [Архівовано 12 лютого 2021 у Wayback Machine.]
- За даними ВООЗ, Україна посідає друге місце у світі за поширеністю туберкульозу з широкою лікарською стійкістю.[2]
- У 2019 році на туберкульоз захворіли 10 000 000 осіб, і 1,400,000 хворих померли від цієї хвороби[3].
- Понад 95% випадків смерті від туберкульозу відбувається в країнах з низьким і середнім рівнем доходу.
- 60% загального числа випадків хвороби доводиться на шість країн, серед яких перше місце займає Індія, а за нею йдуть Індонезія, Китай, Нігерія, Пакистан і Південна Африка.
- За оцінками, в 2015 році 1 мільйон дітей захворіли на туберкульоз; 170 тис. дітей померли від нього (не рахуючи дітей з ВІЛ/СНІД).
- Туберкульоз є однією з провідних причин смерті людей з ВІЛ/СНІД: у 2015 році на туберкульоз припадало 35% випадків смерті серед ВІЛ-інфікованих людей.
- За оцінками, в 2015 році у 480 тис. осіб в світі розвинувся туберкульоз із множинною лікарською стійкістю (МЛС-ТБ).
- З 2000 року захворюваність на туберкульоз знижувалася в середньому на 1,5% на рік. Для досягнення контрольних показників на 2020 рік, передбачених Стратегією по ліквідації туберкульозу, ці темпи зниження необхідно прискорити до 4-5% на рік.
- За оцінками, за період 2000 – 2019 рр. завдяки діагностиці та лікуванню туберкульозу було врятовано 63 000 000 людських життів.
- Одне із завдань в галузі охорони здоров'я в рамках нещодавно прийнятих Цілей в галузі сталого розвитку полягає в тому, щоб до 2030 року покінчити з епідемією туберкульозу.[4]

## Тематика Всесвітніх днів боротьби з туберкульозом

### Тема Дня 2022
Тема Всесвітнього дня боротьби з туберкульозом 2021 року: «Інвестиції у боротьбу з туберкульозом».  Вказує на нагальну необхідність вкладення ресурсів для активізації боротьби з туберкульозом та виконання зобов'язань щодо ліквідації туберкульозу, взятих на себе світовими лідерами. Це особливо важливо в контексті пандемії COVID-19 і військовою агресією Російської Федерації проти України, які поставили під загрозу прогрес у боротьбі з туберкульозом, забезпечення рівного доступу до профілактики та догляду відповідно до прагнення ВООЗ домогтися загального охоплення послугами охорони здоров'я.

### Тема Дня 2021
Тема Всесвітнього дня боротьби з туберкульозом 2021 року: «Годинник цокає». Цей слоган передає відчуття того, що у світу не вистачає часу, щоб виконати зобов'язання щодо викорінення туберкульозу, які взяли на себе світовіи лідери. Це особливо важливо в контексті пандемії COVID-19, яка поставила під загрозу прогрес у сфері боротьби з туберкульозом і для забезпечення рівного доступу до профілактики та лікування відповідно прагнення ВООЗ до досягнення загального охоплення послугами охорони здоров'я.

### Тема Дня 2017 року
Всесвітній день боротьби з туберкульозом 2017 року мав тему: Об'єднайте зусилля, щоб нікого не залишати без уваги (англ. Unite efforts to leave no one behind).
У цей день було випущено нове керівництво ВОЗ з етики по відношенню до туберкульозу (англ. Ethics guidance for the implementation of the End TB Strategy) [Архівовано 29 березня 2017 у Wayback Machine.]
Керівництво призначено для допомоги країнам, які реалізують Стратегію з ліквідації туберкульозу з виконання належних етичних норм захисту прав всіх хворих на туберкульоз (англ. The End TB Strategy. Global strategy and targets for tuberculosis prevention, care and control after 2015) [Архівовано 13 жовтня 2017 у Wayback Machine.]

### Теми кампаній минулих років
- 2013: Зупинить туберкульоз, поки я живий (англ. Stop TB in My Lifetime) [7]
- 2014: забезпечити лікування 3 мільйонів хворих (англ. Reach the 3 million).[8] ВОЗ, зазначаючи, що з 9 мільйонів хворих на туберкульоз, 3 мільйони знаходяться поза уваги систем охорони здоров'я, проведенням цього Всесвітнього дня боротьби з туберкульозом закликало до подальших дій, щоб охопити й ці 3 мільйони.[9]
- 2015: Нарощувати темпи для ліквідації туберкульозу Приступати до закінчення туберкульозу (англ. Gear up to end TB)[10]
- 2016: Разом ліквідуємо туберкульоз! (англ. Unite to End TB)[11]
- 2017: Об'єднайте зусилля, щоб нікого не залишати без уваги
- 2018 : Увага розшук! Шукаємо лідерів, щоб звільнити світ від туберкульозу
- 2019: Час діяти
- 2020: Час діяти! Гасло: "Виявити, лікувати всіх, # ліквідувати ТБ"[12]